# Ted DiBiase Sr.
Theodore Marvin DiBiase (ur. 18 stycznia 1954 w Omaha) – amerykański wrestler i manager wrestlerów lepiej znany pod swoim pseudonimem ringowym jako Ted „Million Dollar Man” DiBiase Sr. Zasłynął z odgrywania aroganckiego milionera. Był twórcą i wieloletnim posiadaczem nieoficjalnego mistrzostwa Million Dollar Championship, a także trzykrotnym zdobywcą World Tag Team Championship i posiadaczem ponad dziesięciu mistrzostw regionalnych.

## Wczesne życie
Urodził się 18 stycznia 1954 w Omaha w stanie Nebraska jako Theodore Marvin DiBiase. Zanim został wrestlerem trenował futbol amerykański.

## Kariera wrestlerska

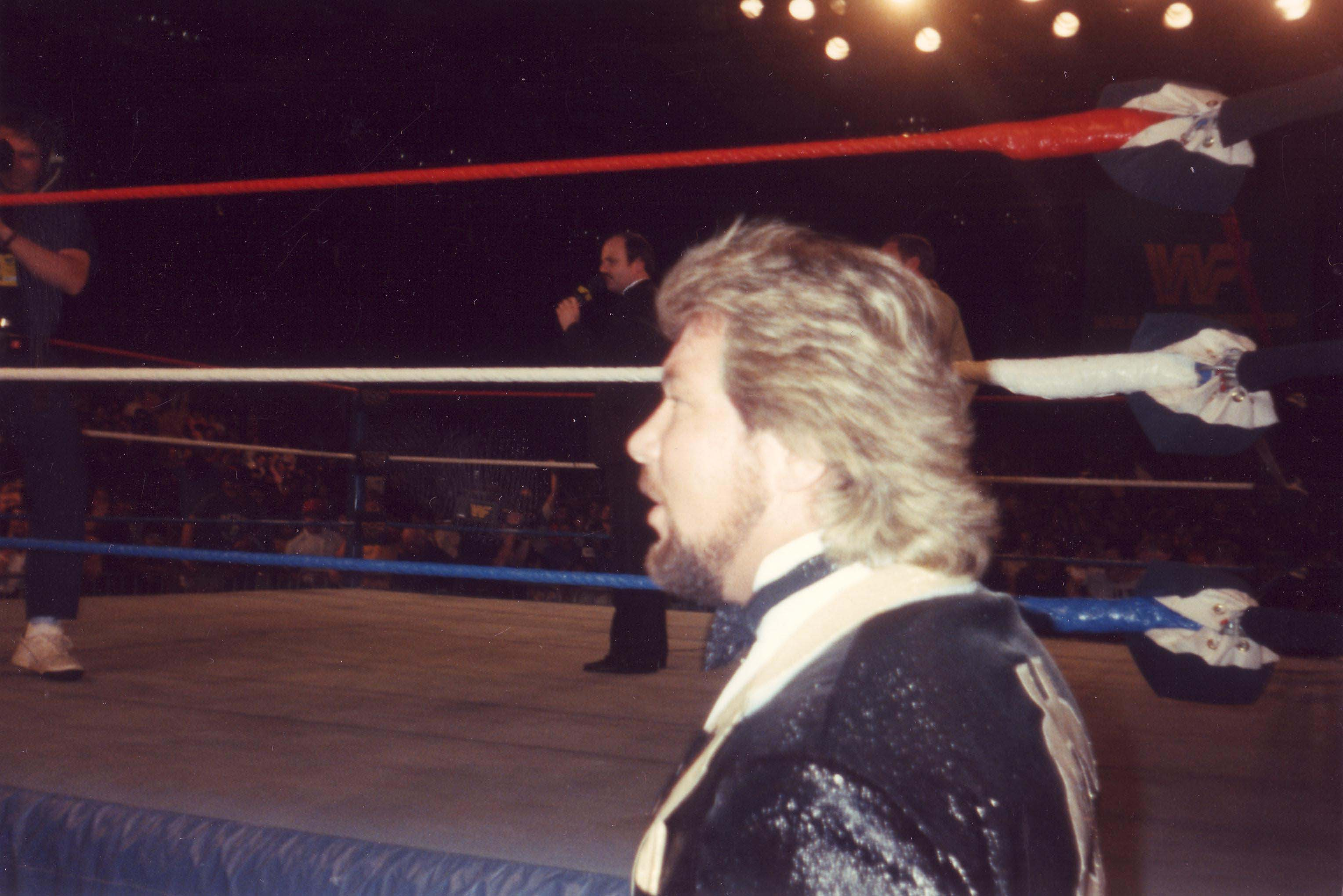
Ted DiBiase w drugiej połowie lat 80. XX wieku

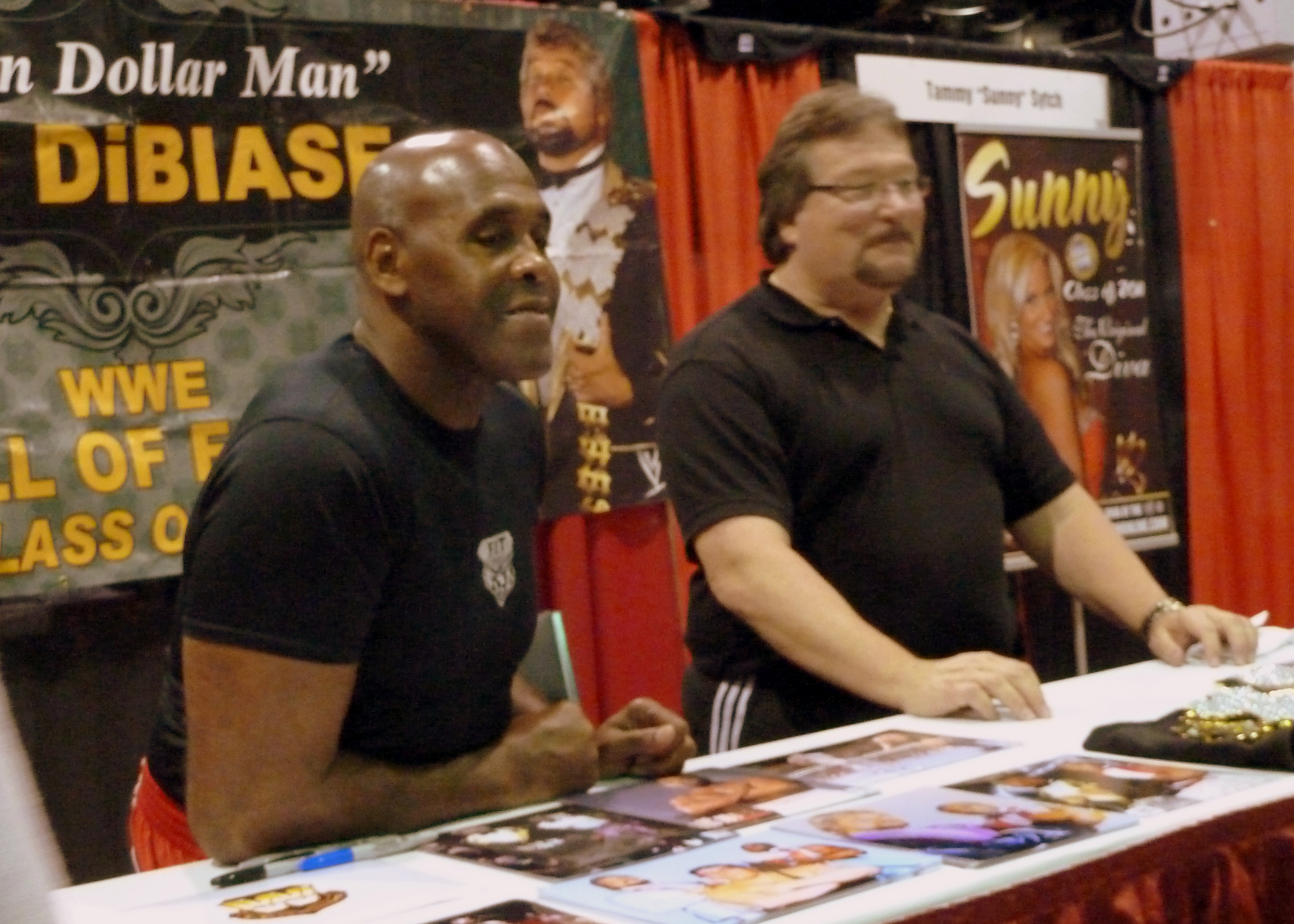
Ted DiBiase i Virgil na konwencie Wizard World w Chicago w 2011

Jego trenerami byli Dory Jr. i Terry Funk. On sam był trenerem swojego syna Mike’a DiBiase oraz Terry’ego Orndorffa. Debiutował jako wrestler 22 lipca 1974.
W 1987 dołączył do organizacji World Wrestling Federation (WWF). Zarządzający organizacją Vince McMahon zaproponował DiBisae'mu gimmick, który wrestler później rozwijał przez większość swojej kariery. Ted Dibiase zasłynął jako arogancki milioner. Charakterystyczne dla niego były diaboliczny śmiech, płacenie fanom za wykonywanie poniżających czynności i wkładanie do ust leżących bezwładnie w ringu pokonanych przeciwników stu-dolarowego banknotu. Motto wrestlera brzmiało każdy ma swoją cenę. Często towarzyszył mu sługa i ochroniarz o imieniu Virgil.
W 1988 ubiegał się o główne mistrzostwo WWF, czyli należące do Hulka Hogana WWF World Heavyweight Championship. Nie będąc w stanie wygrać walki z Hoganem, pretendent do tytułu zaproponował, że odkupi pas od mistrza, ale Hogan odrzucił ofertę. W związku z tym DiBiase zawarł układ z gigantycznym André the Giantem, który w tym czasie rywalizował z Hoganem. Gdy André i Hogan zmierzyli się ze sobą 5 lutego, okazało się, że DiBiase podstawił za sędziego, Dave’a Hebnera, kogoś, kto przeszedł operację plastyczną, aby upodobnić się do Hebnera (w rzeczywistości był to brat bliźniak sędziego, Earl Hebner). Podstawiony sędzia oszukiwał i doprowadził do wygranej giganta. Zgodnie z umową André oddał pas mistrzowski DiBiase'mu. Jednakże Jack Tunney, figurujący wówczas jako prezes WWF, oświadczył, że walka odbyła się niezgodnie z zasadami, więc tytuł mistrzowski został zwakowany. Obecnie organizacja uznaje panowanie mistrzowskie André, ale nie DiBiase'go. 27 marca na gali WrestleMania VI milioner wziął udział w turnieju o zwakowane mistrzostwo. W kolejnych rundach pokonał Jima Duggana i Dona Muraco, a w finale przegrał walkę przeciwko Randy’emu Savage’owi. DiBiase jeszcze przez długi czas kontynuował swoją rywalizację z Savage’em i Hoganem oraz próby zdobycia tytułu mistrzowskiego w mniej lub bardziej konwencjonalny sposób. Walka między tag teamem milionera i André, a Hoganem i Savege’em była główną walką na inauguracyjnej gali Sammerslam. 16 października DiBiase wygrał turniej King of the Ring, pokonując w kolejnych rundach Brutusa Beefcake'a, Kena Paterę, Rona Bassa i Randy’ego Savage’a.
15 stycznia 1989 wziął udział w głównej bitwie na gali Royal Rumble. Udało mu się przekupić odpowiednie osoby, aby móc dołączyć do bitwy jako ostatni. DiBiase wyeliminował Red Roostera, Beefcake'a i Herculesa, a potem został wyeliminowany jako ostatni przez Big Johna Studda. Później w 1989 ogłosił, że rezygnuje z pretendowania do mistrzostwa WWE World Heavyweight Championship. Zamiast tego kupił sobie diamentowy pas mistrzowski i ogłosił siebie posiadaczem mistrzostwa Million Dollar Championship.
21 stycznia 1990 wziął udział w głównej bitwie na gali Royal Rumble. Wszedł na ring jako pierwszy, wyeliminował Koko B. Ware’a, Marty’ego Jannetty i Jima Neidharta, a potem został wyeliminowany jako dziewiętnasty przez Ultimate Warriora. 22 listopada na gali Survivor Series zaprezentował widowni debiutującego w organizacji WWF wrestlera Undertakera. Na tej gali Ted DiBiase, Undertaker, Honky Tonk Man i Greg Valentine pokonali Dusty’ego Rhodesa, Koko B. Ware’a, Breta Harta i Jima Neidharta w walce tag teamów 4 na 4.
7 września 1991 wziął udział w turnieju King of the Ring i w pierwszej rundzie zremisował z The Dragonem, co oznaczało, że obaj zostali wyeliminowani z turnieju.
W latach 1992–1993 trzykrotnie udało mu się zdobyć mistrzostwo drużynowe World Tag Team Championship, razem z Irwinem R. Schysterem. 19 stycznia 1992 wziął udział w głównej bitwie na gali Royal Rumble. Wszedł na ring jako drugi i został wyeliminowany jako pierwszy przez British Bulldoga. 24 stycznia 1993 ponownie wziął udział w głównej bitwie na gali Royal Rumble. Wszedł na ring jako czwarty i wyeliminował kolejno Briana Knobsa, Mr. Perfecta, Koko B. Ware’a oraz Terry’ego Taylora, po czym został wyeliminowany jako trzynasty przez Undertakera.
15 listopada 1993 przeszedł na emeryturę jako wrestler. Nadal jednak występował w WWF w roli managera. W 1994 stworzył drużynę o nazwie The Million Dollar Corporation, w skład której wchodzili między innymi IRS, Bam Bam Bigelow i Nikolai Volkoff.
8 stycznia 1996 w odcinku Raw Is War zaprezentował sprowadzonego przez siebie zawodnika o pseudonimem ringowym The Ringmaster. Pomimo że był to Stunning Steve Austin znany ze swoich występów w WCW i ECW, DiBiase przedstawił go jako kogoś, kto jest nieznany i nie miał okazji walczyć w telewizji. Tego dnia milioner podarował Ringmasterowi mistrzostwo Million Dollar Championship. Z czasem gimmick Ringmastera zmieniał się. Wrestler zaczął używać pseudonimu Stone Cold Steve Austin i charakteryzował się coraz większą brutalnością, nonkonformizmem i wulgarnością. Jego pierwszym głównym rywalem był Savio Vega. 26 maja na gali Beware of Dog rywale zmierzyli się w walce typu Strap match. Stawką pojedynku była kariera managera Austina, Teda Dibiase. Stone Cold przegrał, w związku z czym Dibiase musiał opuścić WWF. Później Austin przyznał, że przegrał walkę specjalnie, ponieważ Dibiase był dla niego balastem.
1 kwietnia 2006 wprowadził do galerii sławy WWE Hall of Fame Sensational Sherri.
27 marca 2010 został wprowadzony do galerii sławy WWE Hall of Fame przez swoich synów, Teda Jr. i Bretta DiBiase. Od tego roku wspomagał w organizacji World Wrestling Enterteinment (WWE) karierę wrestlerską swojego syna, Teda DiBiase Jr. 5 kwietnia 2010 wręczył juniorowi mistrzostwo Million Dollar Championship. 15 listopada 2010 Ted Dibiase Jr. zrezygnował z tytułu, wyjaśniając, że woli ubiegać się o WWE United States Championship.
2 kwietnia 2011 wprowadził do galerii sławy WWE Hall of Fame „Hacksaw” Jima Duggana.

## Inne media
Grał zapaśnika w filmie Paradise Alley.

### Gry komputerowe
Przedstawiająca go postać pojawiła się w szesnastu grach komputerowych. Były to kolejno: WWF Superstars (1991, GB), WWF Wrestlemania: Steel Cage Challenge (1992, SMS), WWF Super Wrestlemania (1992, Genesis, SNES), WWF Wrestlemania: Steel Cage Challenge (1992, NES), WWF Royal Rumble (1993, NES, SNES), WWF Rage In The Cage (1993, SCD), Legends Of Wrestling (2001, GC, Xbox, PS2), Legends Of Wrestling II (2002, GC, Xbox, PS2), WWE SmackDown! Here Comes The Pain (2003, PS2), Showdown: Legends Of Wrestling (2004, Xbox, PS2), WWE SmackDown! vs. RAW 2006 (2005, PS2, PSP), WWE Legends Of WrestleMania (2009, Xbox360, PS3), WWE SmackDown vs. RAW 2010 (2009, Wii, DS, Xbox360, PS2, PS3, PSP), WWE All-Stars (2011, Wii, 3DS, Xbox360, PS2, PS3, PSP), WWE 2K14 (2013, Xbox360, PS3), WWE 2K17 (2016, Xbox360, XboxOne, PS3, PS4, PC).
Podkładał głos pod postać Undertakera w grze WWE SmackDown vs. Raw 2010.

## Życie prywatne

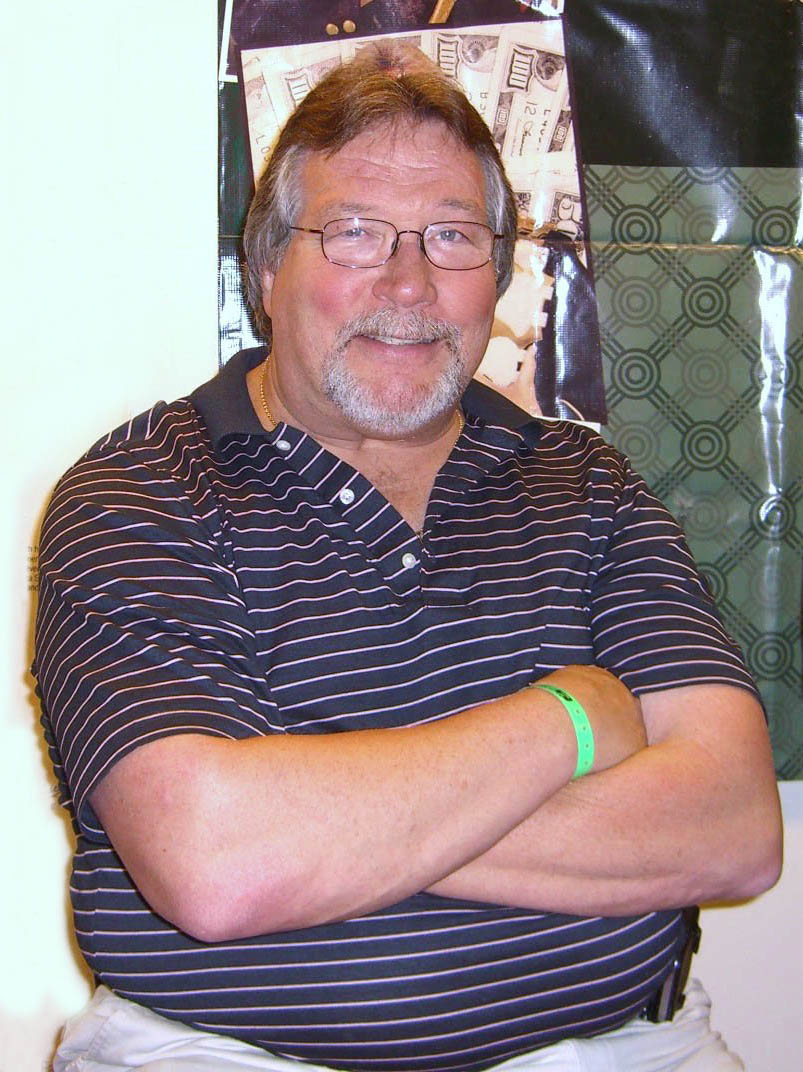
Ted Dibiase 1 października 2010 na konwencie Big Apple Comic Con

Ma trzech synów, którzy tak jak on, są wrestlerami: Ted DiBiase Jr., Michael DiBiase i Brett DiBiase.

## Mistrzostwa i osiągnięcia
- All Japan Pro Wrestling
  - AJPW World Tag Team Championship (1 raz) – ze Stanem Hansenem
  - NWA United National Championship (1 raz)
  - PWF World Tag Team Championship (2 razy) – ze Stanem Hansenem
- Central States Wrestling
  - NWA Central States Heavyweight Championship (2 razy)
  - NWA Missouri Heavyweight Championship (2 razy)
- Georgia Championship Wrestling
  - NWA National Heavyweight Championship (2 razy)
  - NWA National Tag Team Championship (2 razy)
- German Hurricane Wrestling
  - GHW Heavyweight Championship (1 raz)
- Mid-South Wrestling
  - Mid-South North American Championship (4 razy)
  - Mid-South Tag Team Championship (6 razy) – z Paulem Orndorffem (1 raz), z Mattem Borne’em (1 raz), z Mr. Olympia (1 raz), z Herculesem Hernandezem (1 raz) i ze Steve’em Williamsem (1 raz)
- National Wrestling Alliance Tri-State
  - NWA Tri-State North American Championship (1 raz)
- National Wrestling Alliance Western States Sports
  - NWA International Heavyweight Championship (1 raz)
  - NWA Western States Tag Team Championship (2 razy) – z Ervinem Smithem (1 raz) i z Mercedem Solisem (1 raz)
- World Wrestling Federation
  - WWF North American Heavyweight Championship (1 raz)
  - WWF World Tag Team Championship (3 razy) – z Irwinem R. Schysterem
  - Zwycięzca King of the Ring w 1988
  - WWE Hall of Fame (2010)[1]
- Professional Wrestling Hall of Fame and Museum
  - Wprowadzony w 2007[17]
- Pro Wrestling Illustrated
  - Najbardziej znienawidzony zawodnik roku (1982)
- Wrestling Observer Newsletter
  - Najlepszy gimmick (1987)
  - Najlepszy heel (1987, 1988)
  - Najlepszy feud (1982, 1985)
  - Najlepszy technicznie wrestler (1981)[1]